# 主人與僕役法
主人與僕役法（英語：Master and Servant Act），是1800年代至1900年代的西方法律，規管勞方和资方关系。
1823年，英國法案規定此等勞動法中的主人與僕役合約關係。美國和澳洲在1845年、加拿大在1847年、新西蘭在1856年及南非在1856年也有此等勞役法立法，內容相當有利僱主，規定僱員要對主人忠誠及服從，不准參與或成立工會之類的工人組織，因為當局認為工人結社將防害商業經濟的發展，是刑事罪行。《主人與僕役法》又規定，犯此法者將被處罰做苦工。以上此等法律在1870年代開始被取代，由一條1871年的英國工會法開始。

## 外部參考
- Master and Servant Act，《主人與僕役法》[永久]
- Masters and Servants Act (1902) N.S.W.（页面存档备份，存于）